# Targeta Secure Digital

De dalt a baix: una targeta SD, una miniSD i una micro SD

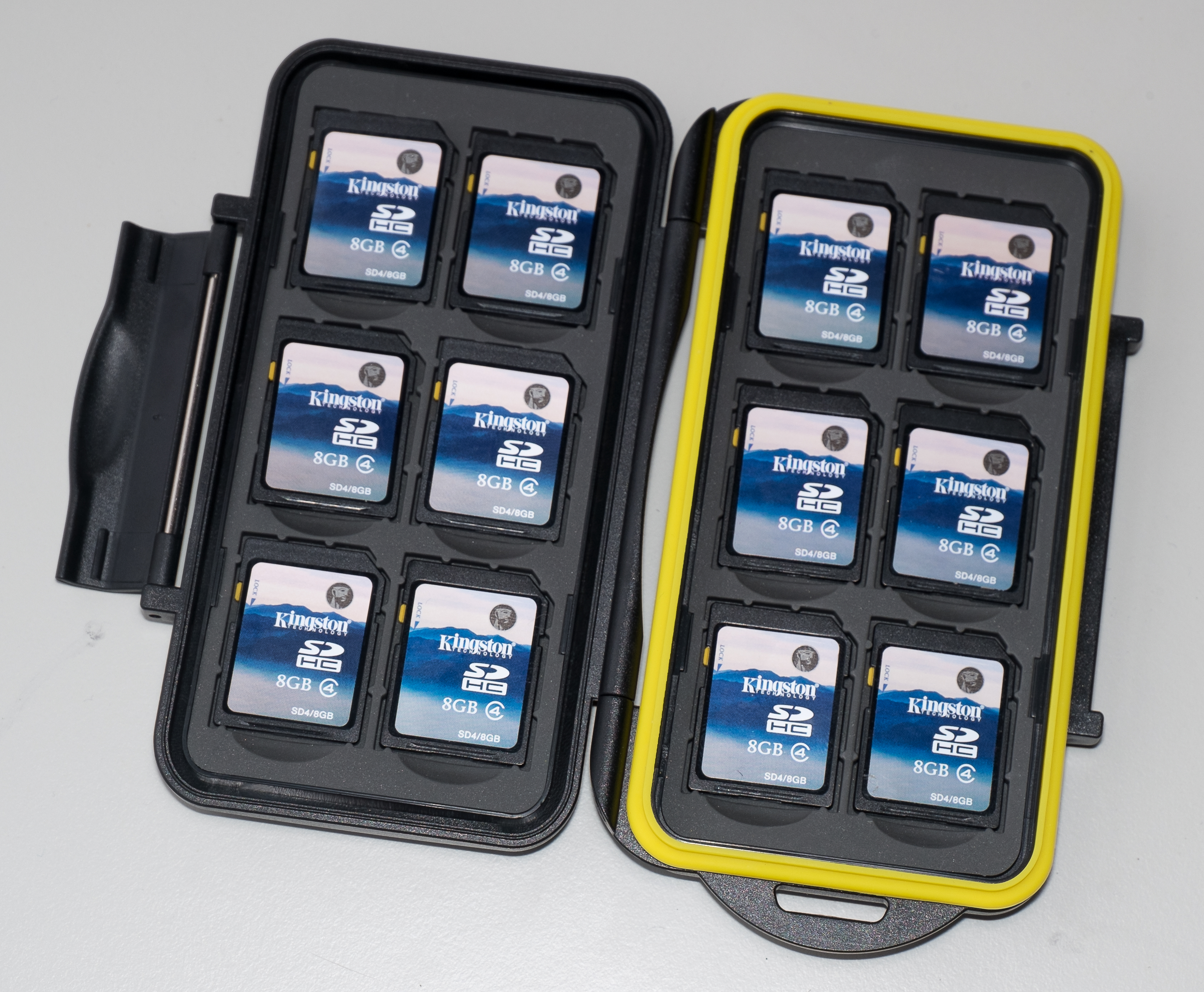
Caixa estanca

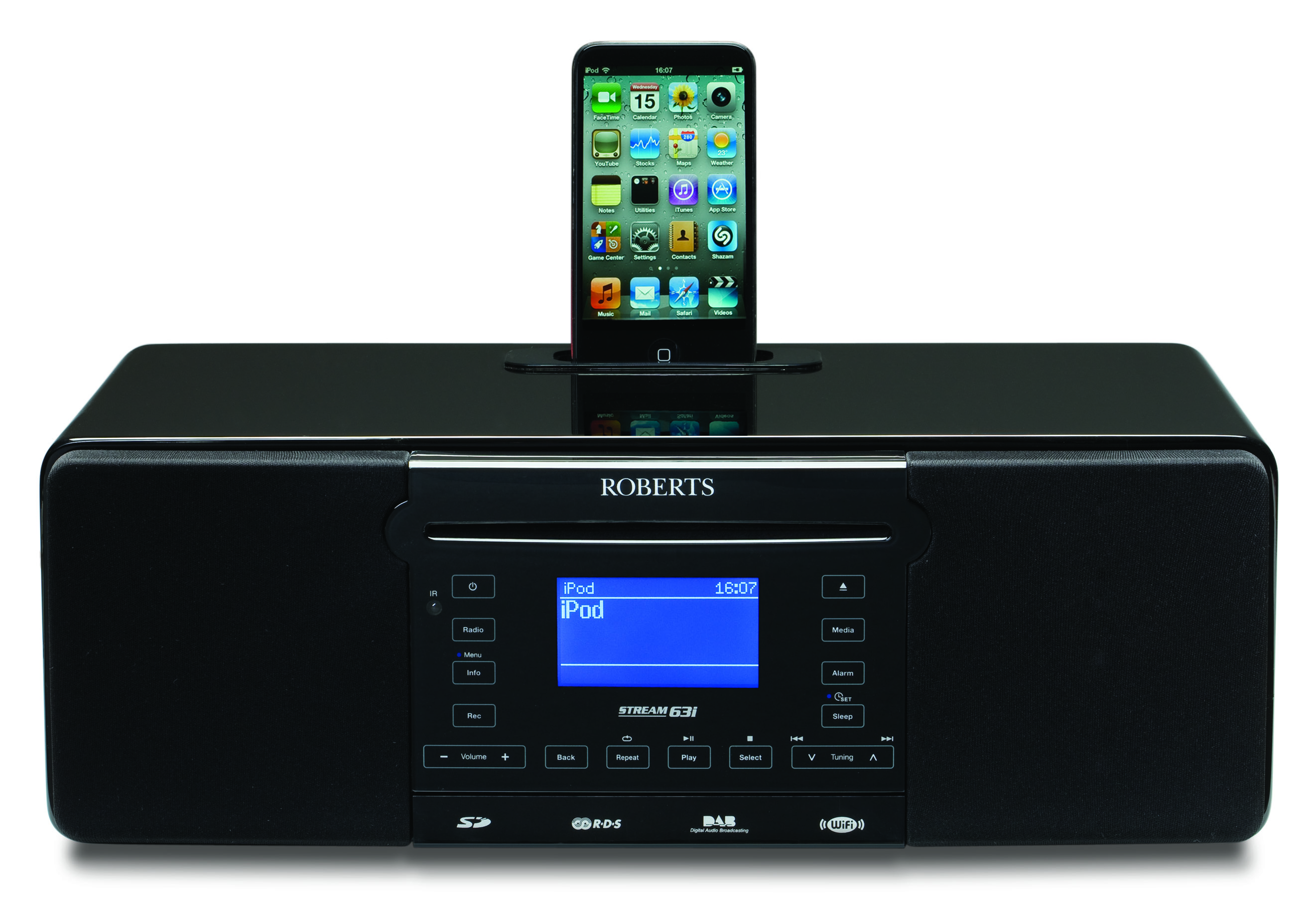
Gravadora estèreo Wi-Fi/DAB+/FM/CD/MP3/WMA/USB/SDHC/podcast amb badia per a iPod

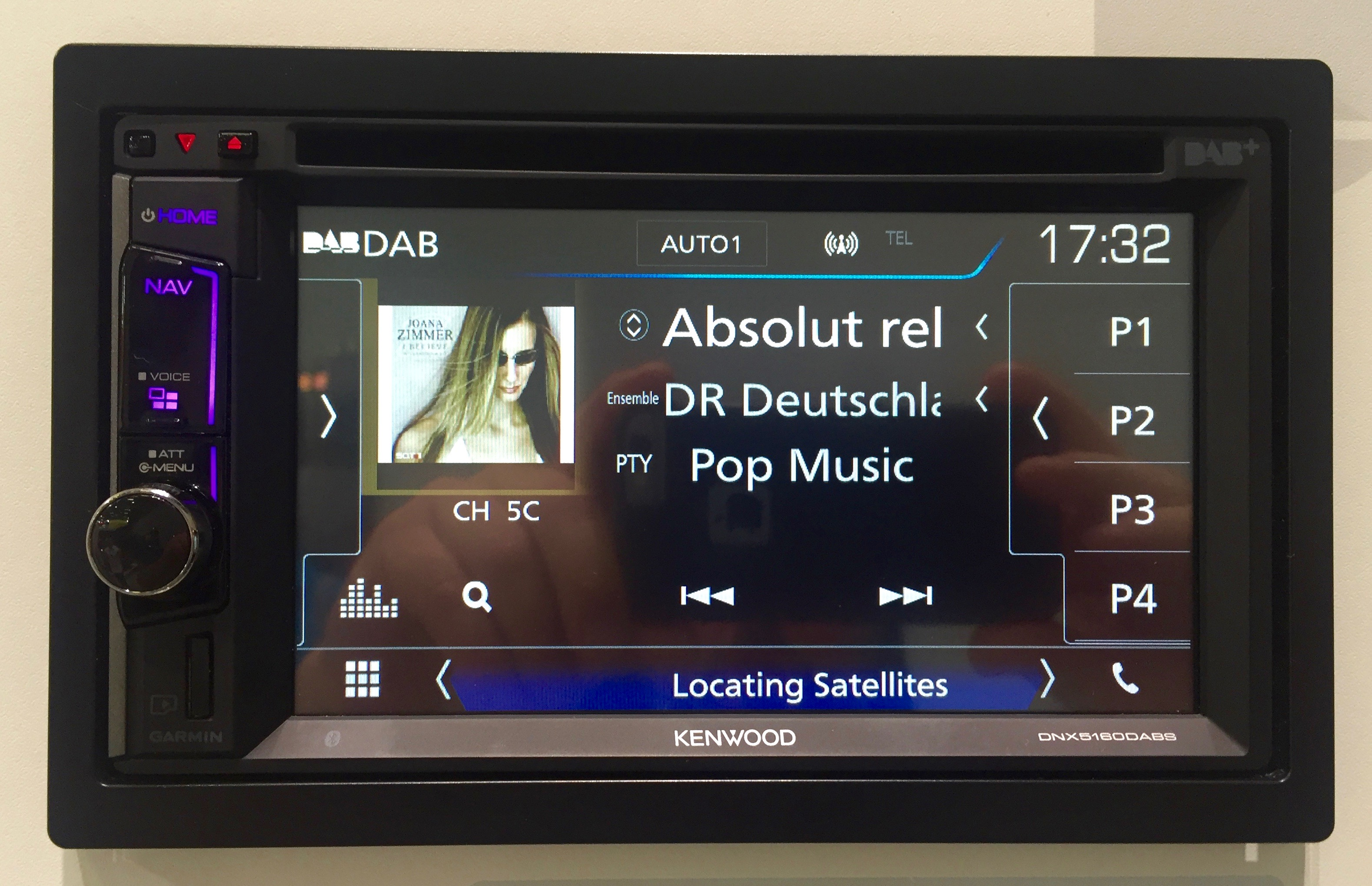
Autoràdio DAB+/AM/FM/LW/CD/DVD/USB/microSDHC/GPS/Bluetooth/CarPlay/AndroidAuto

La Targeta Secure Digital, (també coneguda com a targeta SD) és un format de targeta de memòria flash. Les targetes SD es basen en l'antic format Multi Media Card (MMC) de Toshiba, però afegeixen característiques d'encriptació DRM i permeten transferències d'arxius més ràpides i són lleugerament més gruixudes. Els dispositius que fan servir targetes SD admeten també les targetes MMC, tot i que el contrari no és possible. Les mides normalitzades de les targetes SD són 32mm per 24mm per 2.1mm.
Normalment, una targeta SD s'utilitza com a mitjà de comunicació i d'emmagatzematge per a un dispositiu portàtil, que es pot treure fàcilment per a l'accés per un ordinador personal. Per exemple, una càmera digital pot utilitzar una targeta SD per a emmagatzemar arxius d'imatge. Amb un lector de targetes SD (normalment una capsa petita que es connecta mitjançant USB o alguna altra connexió en sèrie), l'usuari pot copiar les fotografies fetes amb la càmera digital al seu ordinador. Els ordinadors moderns, tant portàtils com de taula, sovint tenen ranures SD incorporades.
Actualment hi ha targetes SD en mides fins a 64 GB però les del tipus SDXC poden arribar fins als 2 TB, i s'utilitzen en gairebé tots els contexts en els quals s'utilitzen targetes de memòria, són el format més utilitzat en gairebé totes les aplicacions. El suport de SD és estàndard directament en ordinadors de butxaca, de les firmes Dell, PalmOne, HP, Toshiba, i altres, que inclouen ranures SD en tots els seus ordinadors de butxaca. Les càmeres digitals (incloent-hi les càmeres de Kodak) també tendeixen a fer servir cada cop més targetes de memòria SD, encara que Olimpus i Fuji (amb targetes xD) i Sony (amb el seu Memory Stick) afavoreixen els seus propis formats patentats, i moltes càmeres professionals donen suport al format Compact Flash, a més a més o en comptes del SD, per permetre als fotògrafs professionals utilitzar micro-discs de gran capacitat. Les targetes SD també es troben en reproductors mp3 amb memòria flash, receptors de GPS, alguns telèfons mòbils i sistemes de joc portàtils.

## SDIO
Actualment els dispositius que fan servir targetes SD es poden fer servir per altres aplicacions. Els dispositius que permeten SDIO (normalment ordinadors de butxaca, però també alguns ordinadors portàtils o telèfons mòbils) poden fer servir petits dispositius amb la mateixa mida que les targetes, amb funcions de receptor de GPS, adaptadors WiFi o Bluetooth, o càmera digital.

## Velocitats
La velocitat d'una targeta SD es mesura per la rapidesa amb què la informació es pot llegir o escriure a la targeta. En les aplicacions que requereixen un rendiment d'escriptura sostinguda, com la gravació de vídeo, el dispositiu podria no funcionar satisfactòriament si la classe de la targeta SD està per sota d'una velocitat determinada. Per exemple, una càmera de vídeo d'alta definició pot requerir una targeta com a mínim de Classe 6, o la imatge de video es degradarà si fem servir una targeta més lenta. Una càmera digital amb targetes lentes pot trigar un temps apreciable després de fer una fotografia i abans d'estar llesta per a la següent, fins que no ha escrit la primera imatge a la memòria.
La velocitat d'una targeta depèn de molts factors, incloent:
- La freqüència d'errors lleus que el controlador de la targeta ha de reintentar
- El fet que, en la majoria de les targetes, l'escriptura de dades requereix llegir i esborrar una regió més gran, per, a continuació, tornar a escriure tota aquesta regió amb la informació modificada.
- La fragmentació d'arxius: quan no hi ha prou espai per gravar un arxiu en una regió contigua, es divideix en fragments no contigus. Això no provoca retards de gir o moviment del capçal com en els discos durs electromecànics, però pot disminuir la velocitat, per exemple, exigint lectures i càlculs addicionals per determinar on guardar el següent fragment de l'arxiu.

Amb les primeres targetes SD la velocitat s'especificava en "velocitats" ("x") de qualificació, que es comparaven amb la velocitat mitjana de lectura de dades del CD-ROM. Més endavant es va reemplaçar per lSpeed Class Rating', que garanteix una velocitat mínima a què les dades es poden escriure a la targeta.
Les noves famílies de targetes SD milloren la velocitat de la targeta amb l'augment de la taxa de bus (la freqüència del senyal de rellotge que passa informació dins i fora de la targeta). Sigui quin sigui el tipus de bus, la targeta pot indicar al servidor que està "ocupat" fins que una lectura o una operació d'escriptura s'ha completat. El compliment d'una qualificació més alta velocitat és una garantia que la targeta limita el seu ús de la indicació de "ocupat".
| Bus interface | Card logo        | Bus logo | Bus speed                                                                              | Spec version |
| ------------- | ---------------- | -------- | -------------------------------------------------------------------------------------- | ------------ |
| Default Speed | SD · SDHC · SDXC | —        | 12,5 MByte/s                                                                           | 1.01         |
| High Speed    | SD · SDHC · SDXC | —        | 25 MByte/s                                                                             | 2.00         |
| UHS-I         | SDHC · SDXC      | I        | 12,5 MByte/s (SDR12) 25 MByte/s (SDR25) 50 MByte/s (SDR50, DDR50) 104 MByte/s (SDR104) | 3.01         |
| UHS-II        | SDHC · SDXC      | II       | 156 MByte/s (FD156) 312 MByte/s (HD312)                                                | 4.00/4.10    |
| UHS-III       | SDHC · SDXC      | III      | 312 MByte/s (FD312) 624 MByte/s (FD624)                                                | 6.0          |

### Classificació per classes de velocitat
L'associació SD defineix classes de velocitat tipus que indiquin el rendiment mínim per gravar vídeo. Tant per llegir com per escriure les velocitats han d'excedir el valor especificat. Aquests es defineixen en termes d'idoneïtat per a diferents aplicacions:
| Rendiment mínim | Speed Class    | UHS Speed Class | Video Speed Class | Aplicació |
| --------------- | -------------- | --------------- | ----------------- | --- |
| 2 MB/s          | Class 2 (C2)   | -               | -                 | La gravació de vídeo SD |
| 4 MB/s          | Class 4 (C4)   | -               | -                 | Vídeo d'alta definició (HD) |
| 6 MB/s          | Class 6 (C6)   | -               | Class 6 (V6)      | Vídeo d'alta definició (HD) |
| 10 MB/s         | Class 10 (C10) | Class 1 (U1)    | Class 10 (V10)    | La gravació de vídeo Full HD i la gravació consecutiva d'imatges fixes d'alta definició (High Speed), les emissions en temps real i grans arxius de vídeo d'alta definició (UHS) |
| 30 MB/s         | -              | Class 3 (U3)    | Class 30 (V30)    | Video amb 4K i 60/120 fps (UHS) |
| 60 MB/s         | -              | -               | Class 60 (V60)    | Video amb 8K i 60/120 fps (UHS) |
| 90 MB/s         | -              | -               | Class 90 (V90)    | Video amb 8K i 60/120 fps (UHS) |

| Application Performance Class | Minimum sustained sequential writing speed | Minimum random read | Minimum random write |
| ----------------------------- | ------------------------------------------ | ------------------- | -------------------- |
| Class 1 (A1)                  | 10 MB/s                                    | 1500 IOPS           | 500 IOPS             |
| Class 2 (A2)                  | 10 MB/s                                    | 4000 IOPS           | 2000 IOPS            |

L'especificació defineix aquestes classes en termes de corbes de rendiment que es tradueixen en la següent lectura i escriptura nivells de rendiment en una targeta buida mínim:
Les classes 2, 4 i 6 afirmen que la targeta és compatible amb el respectiu nombre de megabytes per segon, com a mínim de velocitat d'escriptura sostinguda d'una targeta en un estat fragmentat. La classe 10 afirma que la targeta és compatible amb 10 Mbytes/s com velocitat d'escriptura seqüencial no fragmentada com a mínim. En comparació, la qualificació anterior "×" mesura la velocitat màxima en condicions ideals, i era vaga respecte a si la velocitat era en lectura o escriptura.
El dispositiu host pot llegir la classificació de velocitat d'una targeta, a diferència de les classificacions "x" anteriors. Un dispositiu pot avisar a l'usuari si la targeta informa d'una classe de velocitat que no seria suficient per una determinada aplicació.
Les targetes UHS poden utilitzar la qualificació UHS de velocitats, que seria comparable amb les classes de velocitat. Hi ha dos classes definides : 0 per a lectura/escriptura de menys de 10 MB/s (sense símbol) (2011-2013), 1 per a un rendiment de més de 10 MB/s (1 dins una lletra 'U'), i 3 per un rendimentde més de 10 MB/s (3 dins una lletra 'U') (2013-). Els fabricants també poden mostrar símbol de la classe de velocitat estàndard amb grau de velocitat UHS.
La classificació de classe de velocitat no caracteritza totalment rendiment de la targeta. Diferents targetes de la mateixa classe poden variar considerablement, mentre compleixin amb les especificacions de classe. A més, la velocitat pot variar notablement entre escriure una gran quantitat de dades en un sol arxiu (accés seqüencial, com quan un càmera digital guarda grans fotografies o vídeos) i escriure un gran nombre d'arxius petits (accés aleatori ús comú en smartphones). Un estudi va trobar que, en aquest ús d'accés aleatori, algunes targetes de classe 2 van aconseguir una velocitat d'escriptura de 1.38Mbit/s, mentre que totes les targetes de prova de classe 6 o superior (i algunes de les classes més baixes, menor classe no necessàriament significa un millor rendiment per a fitxers petits), inclosos els dels principals fabricants, van ser més de 100 vegades més lentes.

### Ultra-High Speed (Velocitat ultra-alta)
La velocitat Ultra-High Speed (UHS) o velocitat ultra alta està disponible en algunes targetes SDHC i SDXC S'especifiquen les següents velocitats ultra altes:
- 'UHS-I' targetes, especificades a versió de SD 3.01,[4] Suporten una freqüència de rellotge de 100 MHz (quatre vegades la velocitat per defecte original), que en el mode de transferència de quatre bits pot transferir 50 MB/s. Les targetes UHS-I declarades comUHS104 també suporten a una freqüència de rellotge de 208 MHz, que podria transferir dades a 104 MB/s. UHS-I és la classe més ràpida per als productes que estan disponibles actualment[8]
- Doble velocitat de dades el funcionament a 50 MHz (DDR50) també s'especifica en la versió 3.01, i és obligatori per a targetes microSDHC i microSDXC etiquetades com a UHS-I. D'aquesta manera, quatre bits es transfereixen quan el senyal de rellotge puja i quatre bits quan baixa, transferint un byte complet a cada cicle de rellotge.
- Targetes UHS-II, definides a la versió 4.0, augmenten encara més la velocitat de transferència de dades a un màxim teòric de 312 MB/s utilitzant fila addicional de contactes.[9][10]

Les targetes de memòria UHS funcionen millor amb dispositius host UHS. La combinació permet a l'usuari gravar vídeos HD (alta definició) amb una càmera de vídeo digital mentre fa d'altres funcions. També és adequat per a les transmissions en temps real i captura de grans vídeos d'alta definició.
Les targetes que compleixin UHS tenen els nombres romans "I" o "II" a l'etiqueta, i indiquen aquesta capacitat al dispositiu host. L'ús d'UHS requereix que dispositiu on connectem la targeta baixi de 3,3 volts a 1,8 volts i seleccioni el mode de transferència de 4 bits.

### Qualificació "×"
| Qualificació | Aprox. (MB/s) | Classe de velocitat comparable |
| ------------ | ------------- | ------------------------------ |
| 16×          | 2.34          | (13×)                          |
| 32×          | 4.69          | (27×)                          |
| 48×          | 7.03          | (40×)                          |
| 100×         | 14.6          | (67×)                          |

La qualificació "×", va quedar obsoleta amb les classes de velocitat, fa servir múltiples de la velocitat de la unitat de CD-ROM 150 kB/s (aproximadament 1,23 Mbit/s). La velocitat més baixa és de 6 vegades la velocitat de CD-ROM, és a dir, 900 kB/s, o 7,37 Mbit/s. L'especificació 2.0 preveia una velocitat de fins a 200×, però no és tan específica com les classes de velocitat en la forma de mesurar-la. Els fabricants poden anunciar velocitats en casos ideals i informar només de la velocitat de lectura que sol ser més alta que la d'escriptura. Alguns proveïdors, com Transcend i Kingston indiquen la velocitat d'escriptura de les seves targetes ' Quan una targeta indica tant una classe de velocitat com la qualificació de "x", pot ser que la "x" indiqui només la velocitat de lectura.

## Especificacions
|                                            | Targeta MiniSD | Targeta SD | Targeta MicroSD |
| ------------------------------------------ | -------------- | ---------- | --------------- |
| Ample                                      | 20mm           | 24mm       | 11mm            |
| Llarg                                      | 21,5 mm        | 32mm       | 15mm            |
| Gruix                                      | 1,4 mm         | 2,1 mm     | 1mm             |
| Volum de la targeta                        | 589 mm ³       | 1,596 mm ³ | 165mm ³         |
| Pes                                        | 1g aprox.      | 2g aprox.  | <1g aprox.      |
| Voltatge de funcionament                   | 2,7-3,6 V      | 2,7-3,6 V  | 2,7-3,6 V       |
| Interruptor de protecció contra escriptura | No             | Sí         | No              |
| Protectors de terminal                     | No             | Sí         | No              |
| Nombre de pins                             | 11 pins        | 9 forats   | 8 pins          |